# Wasiliszki (gmina)
Wasiliszki – dawna gmina wiejska istniejąca do 1939 roku w województwie nowogródzkim w Polsce (obecnie na Białorusi). Siedzibą gminy było miasteczko Wasiliszki (1874 mieszk. w 1921 roku).
Na początku okresu międzywojennego gmina Wasiliszki należała do powiatu lidzkiego w woj. nowogródzkim. 11 kwietnia 1929 roku do gminy Wasiliszki przyłączono część obszaru gminy Szczuczyn. 29 maja 1929 roku gmina weszła w skład nowo utworzonego powiatu szczuczyńskiego w tymże województwie.
Po wojnie obszar gminy Wasiliszki został odłączony od Polski i włączony w struktury administracyjne Białoruskiej SRR.